# Before Today
Before Today – pierwszy album Ariela Pinka wydany przez niezależną brytyjską wytwórnię 4AD. Charakteryzuje się połączeniem brzmień kojarzonych z muzyką alternatywną oraz nieskomplikowanymi strukturami kojarzonymi z muzyką pop.

## Lista utworów
1. "Hot Body Rub" – 2:26
2. "Bright Lit Blue Skies" – 2:25
3. "L'estat (Acc. to the Widow's Maid)" – 4:26
4. "Fright Night (Nevermore)" – 3:35
5. "Round and Round" – 5:08
6. "Beverly Kills" – 3:56
7. "Butt-House Blondies" – 3:27
8. "Little Wig" – 5:46
9. "Can't Hear My Eyes" – 3:19
10. "Reminiscences" – 2:34
11. "Menopause Man" – 4:00
12. "Revolution's a Lie" – 3:49